# Oulopteryx dascilloides
Oulopteryx dascilloides är en kackerlacksart som beskrevs av Morgan Hebard 1921. Oulopteryx dascilloides ingår i släktet Oulopteryx och familjen Polyphagidae. Inga underarter finns listade i Catalogue of Life.